# Stazione di Re
La stazione di Re della Società Subalpina Imprese Ferroviarie (SSIF) è una stazione ferroviaria della ferrovia Domodossola-Locarno ("Vigezzina").